# Francis Moreau
Francis Moreau, född den 21 juli 1965 i Saint-Quentin, Frankrike, är en fransk tävlingscyklist som tog OS-guld i lagförföljelsen vid olympiska sommarspelen 1996 i Atlanta. 